# Liochthonius plumosus
Liochthonius plumosus är en kvalsterart som beskrevs av Sandór Mahunka 1969. Liochthonius plumosus ingår i släktet Liochthonius och familjen Brachychthoniidae. Inga underarter finns listade i Catalogue of Life.